# Římskokatolická farnost Fryšták
Římskokatolická farnost Fryšták je územní společenství římských katolíků s farním kostelem svatého Mikuláše v děkanátu Vizovice. 

## Historie farnosti
První zmínka o farnosti pochází z roku 1398. Ve středověku k fryštácké farnosti patřily přechodně i obce Kašava, Hvozdná, Lukov, Štípa a dokonce i Slušovice, Zlín, Želechovice, Trnava a Všemina.

## Duchovní správci
Ve farnosti začali v roce 1927 jako v první v českých zemích působit salesiáni, kteří zde v současnosti (2018) vedou Dům Ignáce Stuchlého. Současným farářem je od září 2016 P. Josef Brtník, SDB.

## Velké osobnosti farnosti
- Ignác Stuchlý, zakladatel salesiánského díla v Česku

## Aktivity ve farnosti
Jako odpověď na výzvu papeže Františka ke čtení Bible ve farnosti v roce 2017 zavedli každou první neděli v měsíci slavení "neděle Božího slova", kdy věřící prosí v přímluvách o sílu k poznávání a šíření Písma svatého, zároveň si mohou v kostele rovnou zakoupit některé vydání Bible. 